# Anna Turati
Anna Turati (* 17. Juni 1997 in Como) ist eine ehemalige italienische Tennisspielerin. Ihre Schwester Bianca war ebenfalls Tennisprofi.

## Karriere
Turati spielt hauptsächlich auf der ITF Women’s World Tennis Tour. Dort gewann sie bislang fünf Einzel- und drei Doppeltitel.
Im Oktober 2019 kam es zu einem sister act in Texas, als sich die Schwestern Anna und Bianca im Einzelfinale gegenüberstanden und im Doppel zusammen antraten. Bianca besiegte ihre Schwester und gewann mit ihr zusammen auch den Titel im Doppel.
2024 beendete sie ihre Karriere um Tennistrainer zu werden.

## Turniersiege

### Einzel
| Nr. | Datum           | Turnier | Kategorie | Belag     | Finalgegnerin    | Ergebnis  |
| --- | --------------- | ------- | --------- | --------- | ---------------- | --------- |
| 1.  | 30. Juni 2019   | Tabarca | ITF W15   | Sand      | Fanny Östlund    | 6:2, 6:1  |
| 2.  | 7. Juli 2019    | Tabarca | ITF W15   | Sand      | Yvonne Neuwirth  | 6:4, 7:64 |
| 3.  | 4. August 2019  | Tabarca | ITF W15   | Sand      | Darja Kudaschowa | 6:0, 6:3  |
| 4.  | 6. Oktober 2019 | Norman  | ITF W15   | Hartplatz | Dalayna Hewitt   | 6:2, 6:3  |
| 5.  | 22. August 2021 | Villach | ITF W15   | Sand      | Pia Lovrič       | 6:3, 6:2  |

### Doppel
| Nr. | Datum            | Turnier | Kategorie | Belag     | Partnerin        | Finalgegnerinnen                                | Ergebnis          |
| --- | ---------------- | ------- | --------- | --------- | ---------------- | ----------------------------------------------- | ----------------- |
| 1.  | 22. Juni 2019    | Tabarka | ITF W15   | Sand      | Carla Touly      | Julieta Lara Estable María Paulina Pérez García | 6:75, 7:5, [10:8] |
| 2.  | 5. Oktober 2019  | Norman  | ITF W15   | Hartplatz | Fernanda Labrana | Kailey Evans Ashlyn Krueger                     | 6:2, 6:3          |
| 3.  | 26. Oktober 2019 | Austin  | ITF W15   | Hartplatz | Bianca Turati    | Melany Solange Krywoj Fernanda Labrana          | 6:3, 1:6, [10:4]  |